# 湯谷溫泉站
湯谷溫泉站（日语：／ Yuya-onsen eki */?）是位於愛知縣新城市豐岡字瀧上15號，東海旅客鐵道（JR東海）的飯田線車站。
此站是湯谷溫泉的玄關口。同時為特急「伊那路」停車站。

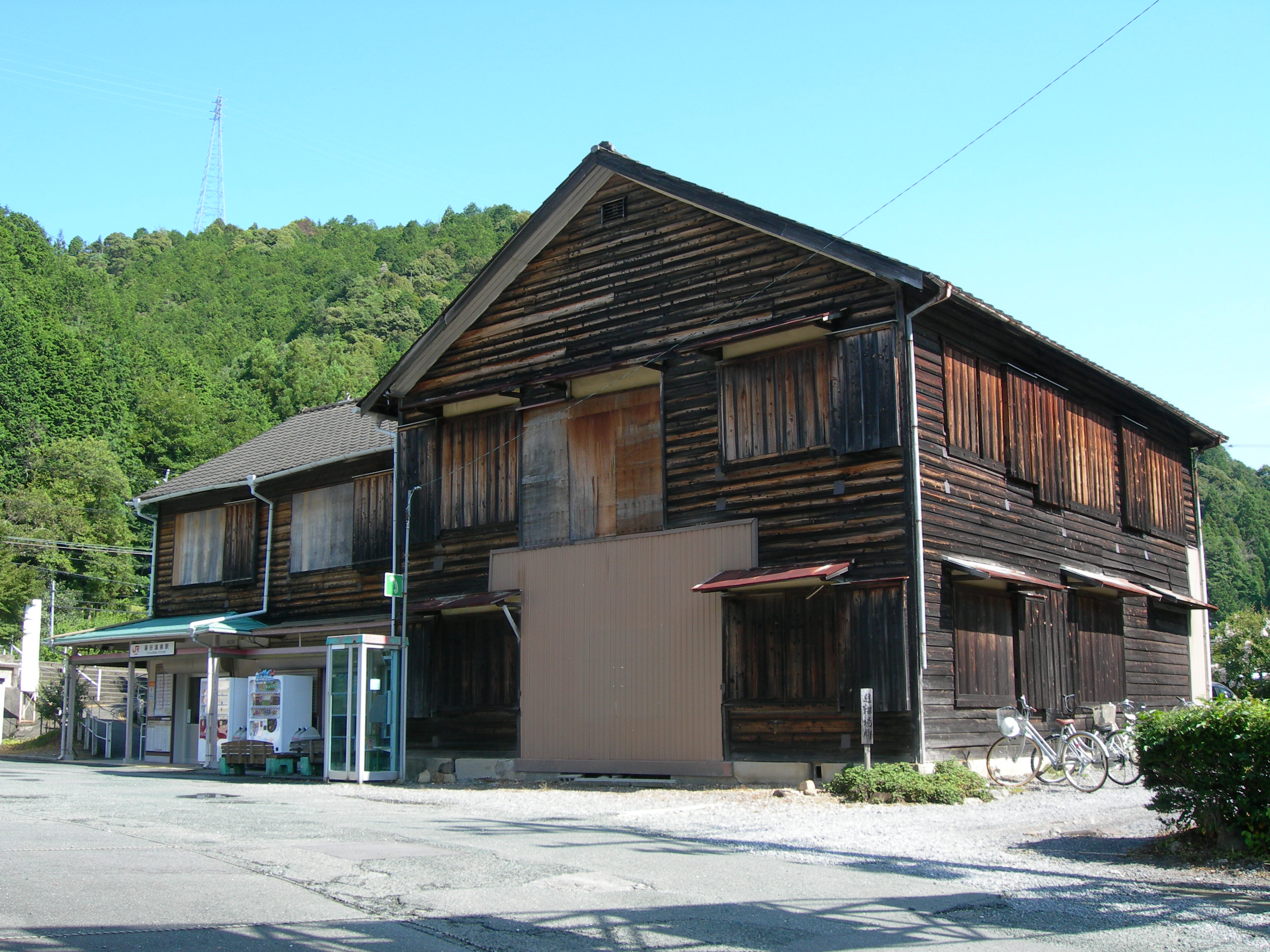
遭拆除的舊站房（2009年7月）

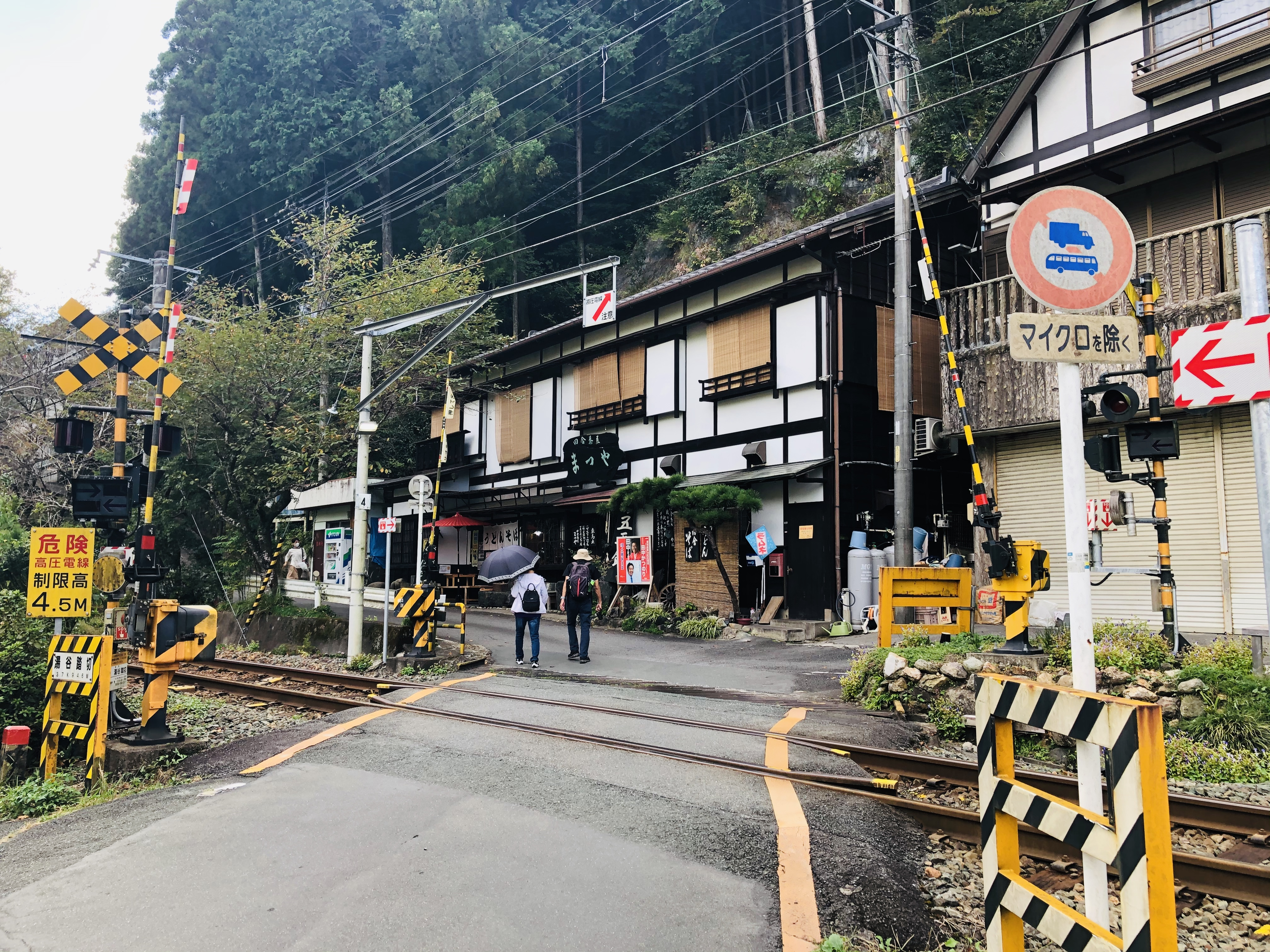
車站附近的平交道（2021年10月）

## 歷史

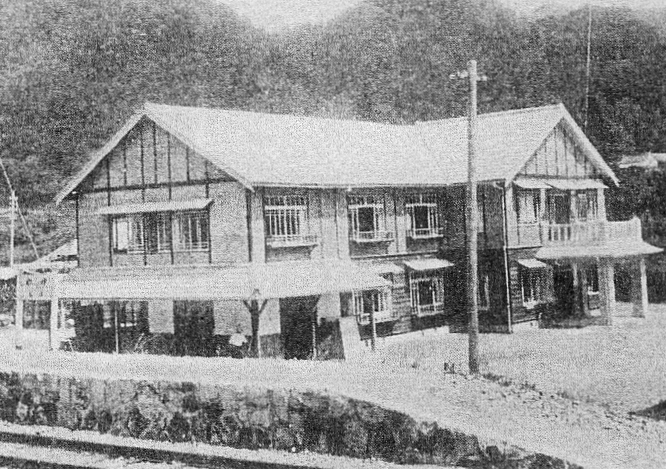
鳳來寺鐵道時代的車站大樓（1926年）

- 1923年（大正12年）2月1日 - 鳳來寺鐵道開設「湯谷停留場」[2]。
- 1943年（昭和18年）8月1日 - 鳳來寺鐵道被國有化，成為飯田線的一部分[3]。同時車站改名為「湯谷站」[2]。
- 1971年（昭和46年）12月1日 - 終止行李起卸業務[2]。
- 1985年（昭和60年）4月1日 - 成為無人車站[4]。
- 1987年（昭和62年）4月1日 - 伴隨國鐵分割民營化，車站由東海旅客鐵道（JR東海）營運[2][3]。
- 1991年（平成3年）12月14日 - 車站改名為「湯谷溫泉站」[2]。
- 1994年（平成6年）3月1日 - 車站內再次設置職員當值[5]。
- 2015年（平成27年）4月1日 - 再次成為無人車站。
- 2019年（令和元年）7月 - 車站大樓拆毀[6]（至9月）。

## 車站構造
車站是一座地面車站，設有1面1線單式月台，中部天龍方向和豐橋方向的列車使用同一月台。月台靠近豐橋一方設有出入口。
在2019年前，此站曾經設有2層高的木造車站大樓。大樓是由鳳來寺鐵道建造，當時用作直營住宿設施，在國有化後昭和40年代前用作國鐵職員單人宿舍。
此站曾經是簡易委託車站，委托新城市光觀協會和湯谷溫泉發展會負責車站業務。在2015年3月31日合約終結，成為無人車站。此站由豐川站管理。另外，在國鐵時代的1985年曾經為無人車站，在1991年再次設有車站職員當值。

## 車站周邊
車站鄰近宇連川（三輪川），該處設有温泉住宿設施，被稱為「湯谷溫泉」。
在宇連川右邊為湯谷村落。河川的對面岸為能登瀨村落。站前設有愛知縣道439號，縣道南下設有橋平村落。在湯谷大橋跨越宇連川後連接國道151號（別所街道）。在國道南方設有井代村落，再向南前往便到達三河大野站。另一方向，在離開能登瀨村落後，沿國道北方前進可到達三河槙原站。
車站南方300米處設有愛知縣道524號（鳳來寺山Parkway），在該縣道可前往鳳來寺山。
車站鄰近新城市S巴士湯谷溫泉帶來新城線「湯谷溫泉站南」巴士站。

## 相鄰車站
東海旅客鐵道（JR東海）
 飯田線
- 特急「伊那路」停車站

■快速（只有上行班次）、■普通
三河大野－湯谷溫泉－三河槙原

## 注腳
1. ↑  JR東海移動等便利化取組報告書
2. 1 2 3 4 5  『停車場変遷大事典』2、100頁
3. 1 2  曾根悟（日语：曽根悟）（監修）. 朝日新聞出版分冊百科編集部（編集） , 编. . 週刊 歴史でめぐる鉄道全路線 国鉄・JR (朝日新聞出版). 2009-07-26, (3): 15–17 （日语）.
4. ↑  『飯田線百年ものがたり』、92頁
5. ↑  『飯田線百年ものがたり』、127頁
6. ↑  . 中日新聞. 2019-06-05: 15（朝刊） （日语）.
7. ↑  「新城市内2駅を無人化」[]（日語）東日新聞（日语：東日新聞），2011年11月26日發布
8. ↑  『東海旅客鉄道20年史』，732、733頁